# Albano Vercellese
Albano Vercellese é uma comuna italiana da região do Piemonte, província de Vercelli, com cerca de 339 habitantes. Estende-se por uma área de 13 km², tendo uma densidade populacional de 26 hab/km². Faz fronteira com Collobiano, Greggio, Oldenico, San Nazzaro Sesia (NO), Villarboit.

## Demografia
| Variação demográfica do município entre 1861 e 2011                               |
|                                                                                   |
| Fonte: Istituto Nazionale di Statistica (ISTAT) - Elaboração gráfica da Wikipedia |